# Damon Paul

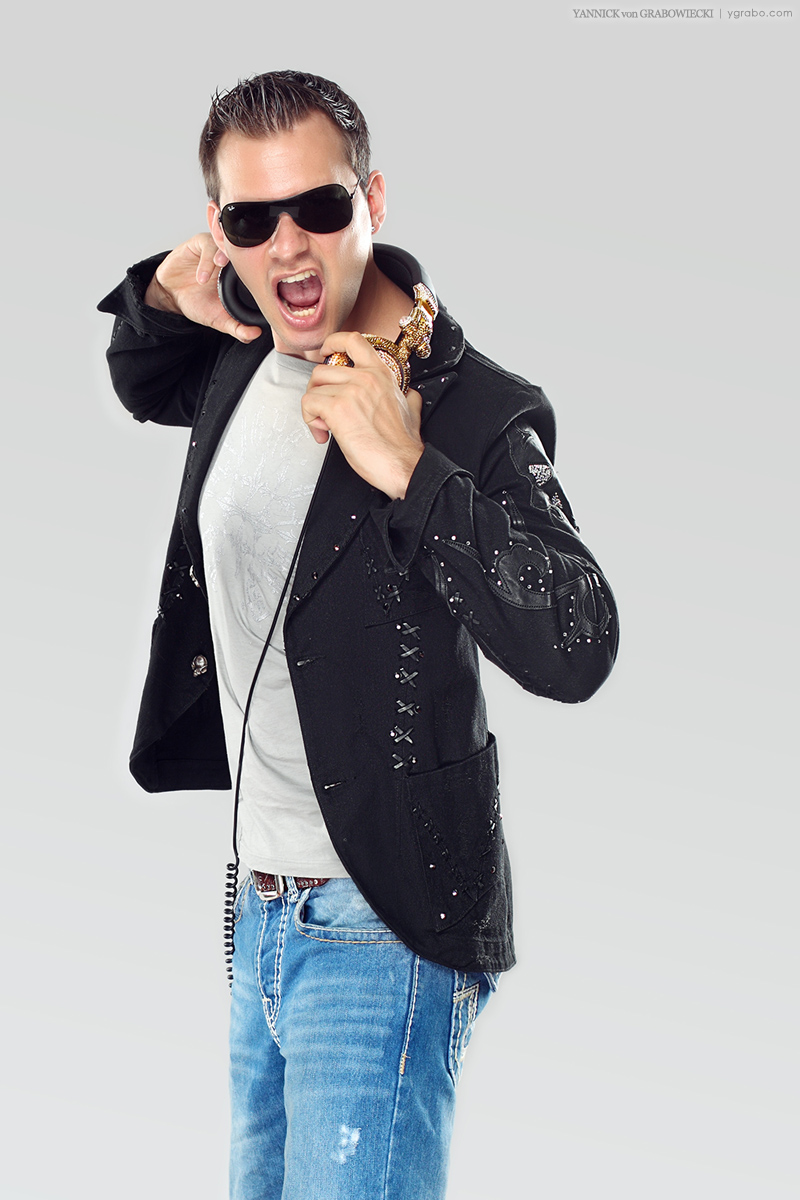
Damon Paul (2012)

Damon Paul (* 28. Februar 1985 in Böblingen) ist ein deutscher DJ und Musikproduzent.

## Musikalische Karriere
Er begann seinen musikalischen Werdegang mit 14 Jahren, als er ersten Gesangs- und Klavierunterricht nahm.
Im Jahr 2003 nahm er in Rotterdam sein erstes Musikalbum als Solokünstler auf, welches er u. a. mit Roman Schönsee produzierte. Im Sommer 2009 arbeitete Damon Paul mit Rapper und Hip-Hop-Produzent Fatman Scoop zusammen und produzierte die Single Harmony. Im selben Jahr trat er live mit der früheren DSDS-Kandidatin Vanessa Civiello auf der YOU-Messe in Berlin vor über 9.000 Menschen auf, wo er auch seine Single Harmony präsentierte.
Nach zahlreichen Auftritten in Deutschen Clubs erregte er mit seinen Songs auch im Ausland Aufmerksamkeit und trat in Ländern wie Italien, Spanien und Frankreich, Südafrika oder der Schweiz auf. 2011 veröffentlichte Paul Loonas Hit Bailando in einer neuen Version.
In der Berlinale am 10. Februar 2012 trat er gemeinsam mit dem durch The Voice of Germany bekannt gewordenen Sänger Percival auf.
Am 1. Juni 2012 in Essen sang er mit der Sängerin Patricia Banks und Mc Ambush bei THE DOME 62 den Song Leave .
Im Jahr 2013 erschien die Single Project Euro Mir. Im September 2013 diente die Attraktion Euro-Mir im Europa-Park Rust als Originalschauplatz für das Musikvideo „Project Euro Mir“.
Für die Fahrzeugtuning Messe Tuning World Bodensee im Jahr 2015 legte DJ Damon Paul die offiziell gleichnamige Hymne des Events neu auf. Am Messe-Wochenende stellte der tuningbegeisterte DJ seinen Remix in Friedrichshafen live vor.

## Sonstiges
In seinem eigenen Tonstudio produziert Paul seine Mischung elektronischer Musik. Paul war bereits als Remixer für The Black Eyed Peas, Usher, David Guetta, Afrojack, Loona und Shaggy tätig. Er steht bei Armand Van Heldens Label AV8 Records unter Vertrag.

## Fernsehauftritte
- 2012: THE DOME 62[3]
- 2012: mieten, kaufen, wohnen - Von Spanien nach Köln[8]
- 2013: ZDF-Fernsehgarten - Sendung vom 21. Juli 2013[9]
- 2014: ZDF-Fernsehgarten - Sendung vom 7. September 2014[10]

## Diskografie

### DVD
- Clubtunes on DVD — The Big Room Edition (ZYX Music)

### Singles
- 2009: Harmony (feat. Fatman Scoop)
- 2010: Push That Beat
- 2010: Piano Love
- 2010: Acapulco (feat. Gabriel Bauzá)
- 2011: Fly (feat. Kayna)
- 2011: F*** All the B**ches in the Club
- 2011: Bailando 2k11
- 2011: Lets’s F***
- 2011: Without You (feat. Patricia Banks)
- 2011: Angel 06
- 2011: Silent Night (Stille Nacht)
- 2012: Ai Se Eu Te Pego (feat. Patricia Banks)
- 2012: Leave (feat. Mc Ambush)
- 2012: Balada (feat. Patricia Banks)
- 2012: Ohne Dich
- 2012: 48 Stunden (feat. Edlington)
- 2012: Next Life (feat. MISS vio LINE)
- 2012: Last Christmas (feat. Patricia Banks)
- 2013: The Sun Always Shines on T.V. (feat. Patricia Banks)
- 2013: Project Euro Mir (Europa Park Theme)
- 2014: To the Limit Now (feat. Isabel Soares)
- 2014: Knight Rider Theme Official
- 2014: Lose Control (feat. Daniel Schuhmacher)
- 2015: Rhythm is a Dancer (feat. Simone Mangiapane)
- 2015: Soulmate (feat. Joelina Drews)
- 2016: Gridlocked (feat. Joelina Drews)
- 2017: I Was Made for Lovin’ You (feat. Beccy)
- 2020: Push the Base
- 2020: Back in my Live (feat. Beccy)

### Remixe
- 2011: Cabballero - Paris Latino 2k11
- 2011: Guenta K. feat. John Davis - Master of the Twilight
- 2011: The Partysquad vs. Afrojack - Amsterdamn
- 2011: Guenta K. - Das Boot 2k11
- 2011: The Black Eyed Peas - Just Can’t Get Enough
- 2011: Sahara Feat. Shaggy - CHAMPAGNE
- 2011: Don Omar & Lucenzo - Danza Kuduro
- 2011: Philipp Ray & Viktoriya Benasi - Rock My Heart
- 2012: Michel Telo - Ai Se Eu Te Pego
- 2012: Gusttavo Lima - Balada
- 2015: World of Tuning 2k15 Mix
- 2021: Jasmin Wagner  - Gold

### CD-Sampler
- Electro House Alarm Vol.6-11
- Deep Dance 2010
- Ibiza Chill-Zone
- Electrohouse Vol.2
- Electronique Club
- House Mega Mix 2011
- Clubtunes on DVD - The Big Room Edition
- DJ Networx Vol.48 & Vol.52

### Studioalben
- 2015: Lose Control